# 454 (tal)
454 är det naturliga talet som följer 453 och som följs av 455.

## Inom vetenskapen
- 454 Mathesis, en asteroid.

## Inom matematiken
- 454 är ett jämnt tal.
- 454 är ett sammansatt tal.
- 454 är ett palindromtal i det decimala talsystemet.